# New Glenn

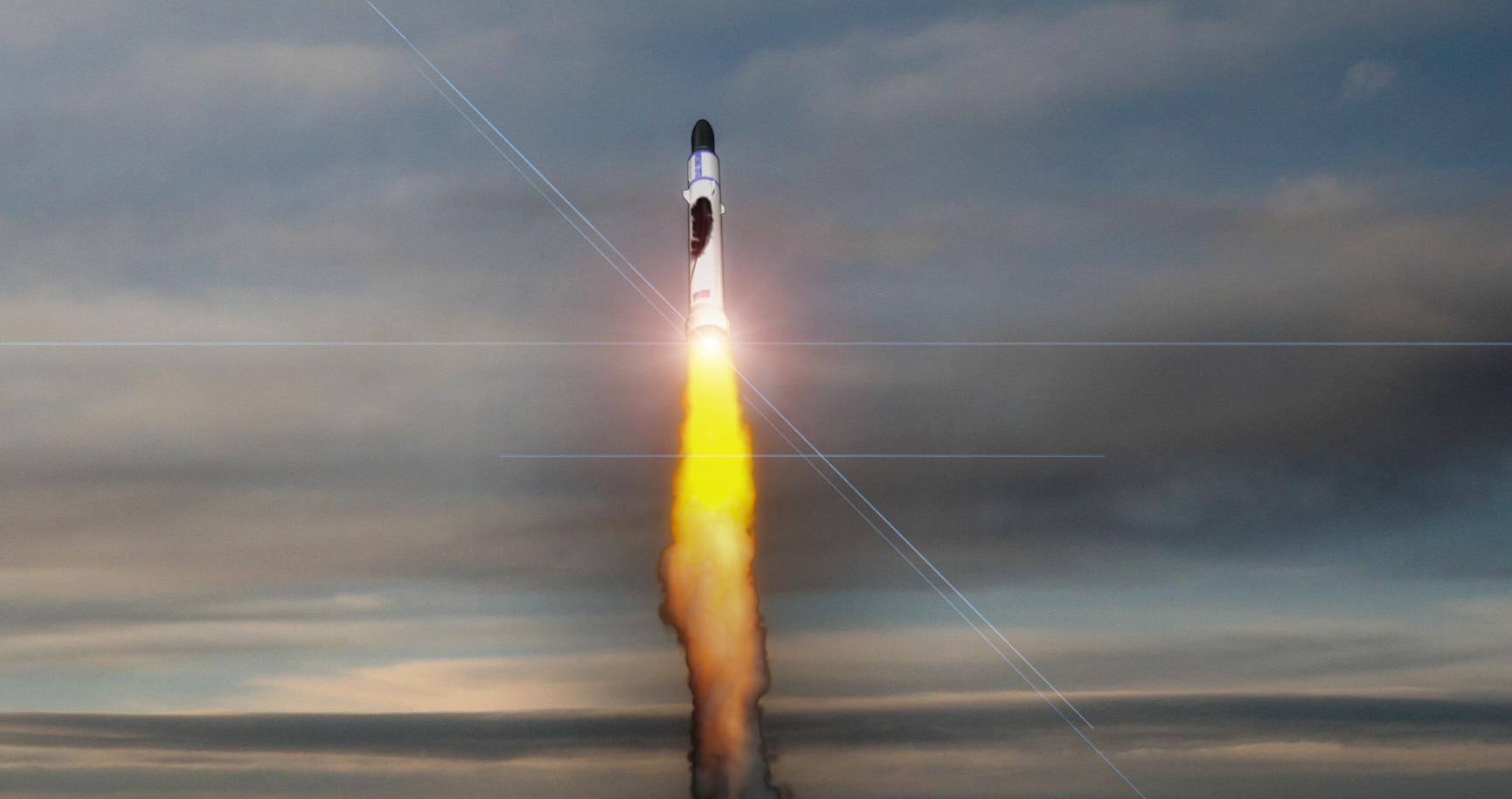

De New Glenn is een deels herbruikbare Amerikaanse draagraket van Blue Origin. Er komen een tweetraps- en een drietrapsuitvoering. De ontwikkelingskosten van deze raket worden door oprichter en CEO van Blue Origin, Jeff Bezos geraamd op 2,5 miljard dollar. Daarvan was 1 miljard voor de aanleg van het compleet vernieuwde Lanceercomplex 36 van Cape Canaveral Space Force Station. Hij financiert dit door aandelen van zijn grootste onderneming Amazon.com uit te geven.
Na een grotendeels succesvolle testvlucht op 16 januari 2025 januari ontving de raket op 17 februari 2025 Categorie-1-certificatie van NASA.

## Eigenschappen
De tweetrapsuitvoering valt met 45 ton beoogde nuttige last naar een lage baan om de aarde (Low Earth Orbit, LEO) in de heavy lift-klasse en concurreert met de Falcon Heavy en de Delta IV Heavy. Aanvankelijk zal de New Glenn nog geen 45 ton kunnen lanceren. Vroege uitvoeringen zullen dichter bij 25 ton dan 45 ton lanceercapaciteit hebben. De raket is 82 meter lang en kan tot 13 ton nuttige last direct in een geostationaire baan (GEO) brengen. De 95 meter hoge drietraps-uitvoering (cijfers nog niet bekend) zal zelfs in de super heavy lift-klasse vallen. De diameter van de New Glenn is 7 meter.
De eerste trap maakt gebruik van zeven BE-4-raketmotoren en de tweede trap zal met twee BE-3U-motoren worden uitgerust. Veel van de technieken van de New Glenn zijn opgedaan in het ontwerp van de suborbitale New Shepard.
Zoals de New Shepard is vernoemd naar de eerste Amerikaanse, suborbitale, ruimtevaarder Alan Shepard, is de New Glenn vernoemd naar de eerste Amerikaanse orbitale ruimtevaarder John Glenn. De ontwikkeling van de New Glenn ligt op schema voor een eerste lancering in 2022. Eerder werd over op zijn vroegst een lancering in 2019 gesproken. Dit scenario werd echter als “waarschijnlijk onhaalbaar” bestempeld.
In het voorjaar van 2021 werd veel productieapparatuur uit de New Glenn-fabriek op het Kennedy Space Center verwijderd. Dit zou wijzen op een grote verandering in het ontwerp. Ook had Blue Origin een vacature voor lassers. Hoewel niet bevestigd werd ervan uitgegaan dat de New Glenn niet langer van een aluminium-koperlegering wordt geproduceerd, maar van roestvaststaal; het goedkopere maar ook duurzamer en hittebestendiger materiaal dat ook concurrent SpaceX gebruikt voor hun Starship. Dit bleek niet te kloppen, de eerste trap wordt nog altijd van aluminium gemaakt. Wel bleek enkele maanden later dat Blue Origin een ontwerp voor een nieuwe, herbruikbare tweede trap genaamd Jarvis had ontwikkeld die mogelijk van roestvaststaal wordt gemaakt.

### BE-4 als hoofdmotoren
De BE-4 is de vierde en tot nog toe grootste raketmotor die Blue Origin ontwikkelde. "BE" staat voor "Blue Engine" De ontwikkeling van Blue Origins BE-4 startte in 2011 en kreeg een flinke boost toen ook United Launch Alliance (ULA) in 2014 interesse kreeg in de BE-4 als belangrijkste kandidaat om hun nieuwe draagraket (Vulcan) voort te stuwen. 

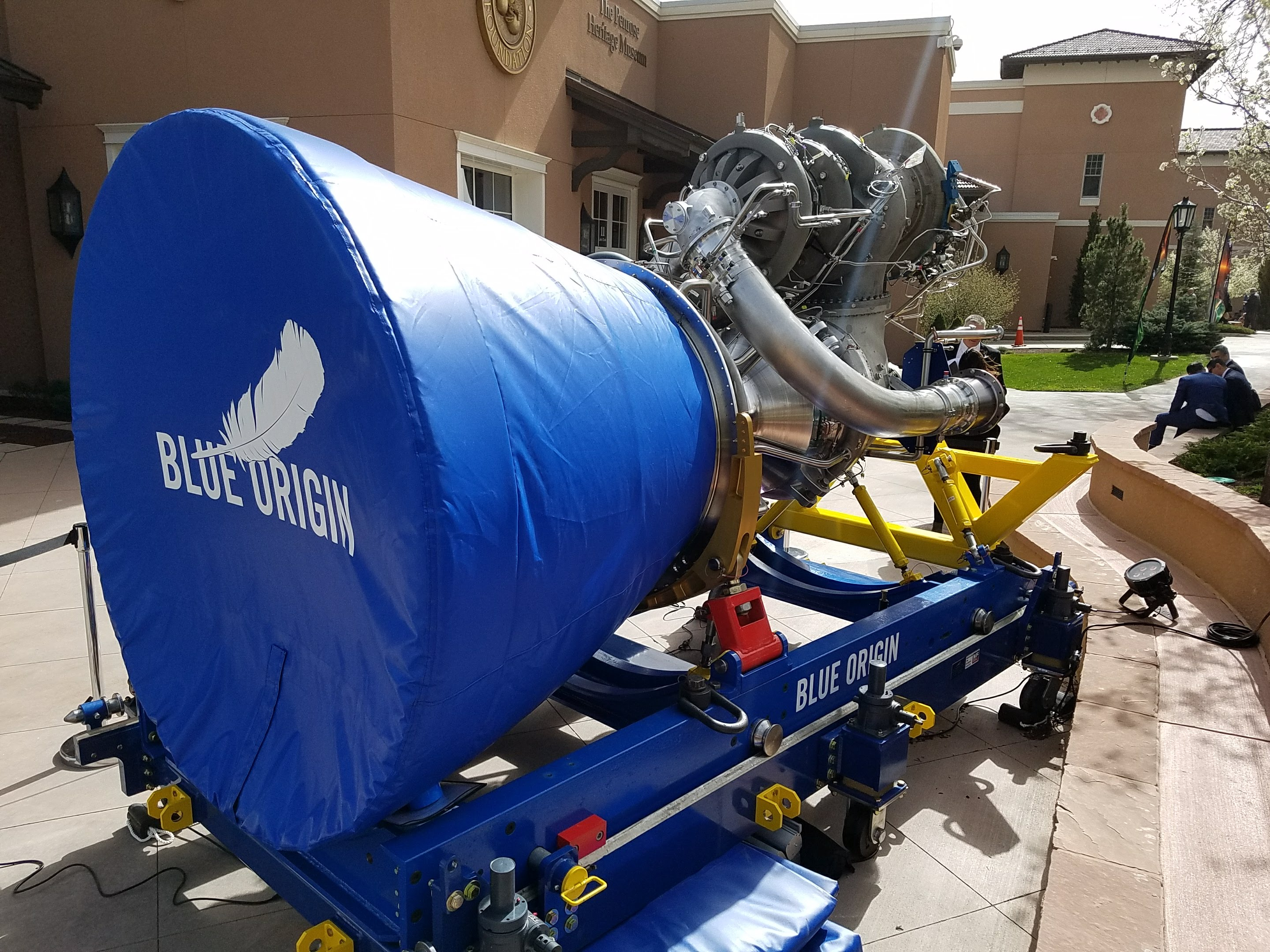
Derde volledige prototype van Blue Origins raketmotor BE-4

 De BE-4 is een vloeibarebrandstofmotor die werkt op vloeibaar methaan en vloeibare zuurstof (samen afgekort tot methalox). Deze maakt gebruik van een gesloten verbrandingscyclus met een zuurstofrijke voorverbrander. De beoogde stuwkracht van de BE-4 is 2.400 kilonewton (kN).  
Methalox werd tot voor kort nog niet voor raketmotoren gebruikt. Maar sinds de jaren 2010 zijn verschillende bedrijven waaronder SpaceX, Relativity Space, en Avio (in opdracht van ESA en Arianespace) methalox-raketmotoren gaan ontwikkelen. Methalox geeft een blauwe doorzichtige vlam (denk aan een gasfornuis op aardgas); de uitstoot bij het opstijgen zal dus niet helder zo oplichten zoals bij veel andere raketten zichtbaar is. 
De eerste volledige BE-4 werd in maart 2016 afgebouwd. Een BE-4-powerpack ging in de 13 mei 2017 samen met een teststand verloren door een explosie tijdens een test. Begin 2018 meldde Blue Origin dat tijdens tests was gebleken dat de specifieke impuls van de BE-4 de verwachtingen oversteeg.
In juli 2020 werd de eerste BE-4-motor geleverd aan ULA. Het ging toen nog om prototypes die niet vluchtwaardig werden geacht maar wel geschikt waren voor het testen van systemen in ULA’s rakettenfabriek.
Eind 2022 werden de eerste volwaardige productiemodellen aan United Launch Alliance geleverd. De BE-4 voor de New Glenn wijkt op kleine details af van die voor Vulcan. Zo heeft New Glenn variant heeft een ander type ontsteking omdat deze voor de landing opnieuw moet kunnen starten.

### Eerste trap (GS-1)
De eerste trap oftewel Glenn Stage 1, is herbruikbaar. De booster landt net als bij SpaceX' Falcon 9 en Falcon Heavy op een schip en is ontworpen om zo'n honderdmaal opnieuw te vliegen. De booster wordt voortgestuwd door zeven BE-4-motoren waarvan er drie richtbaar zijn en vier gefixeerd. Om door de atmosfeer naar het landingsschip te manoeuvreren is de booster uitgerust met een aantal stuurvinnen. De New Glenn-booster heeft 6 uitklapbare landingspoten. Uit een patentaanvraag is gebleken dat Blue Origin werkt aan een systeem waarmee deze poten zichzelf na de landing aan het dek van het droneschip vastlassen. Daarmee wordt voorkomen dat de booster tijdens de terugreis naar Port Canaveral onder invloed van de golfslag over het dek kan schuiven of kan omvallen.
In tegenstelling tot de Falcon 9 zal de New Glenn voorlopig geen mogelijkheid tot terugvliegen naar land hebben. Bezos heeft gezegd dit op de lange duur niet uit te sluiten voor lichtere missies.
Uit informatie over de opslagcapaciteit van Blue Origin rond Cape Canaveral valt af te leiden dat Blue Origin hooguit 12 van deze herbruikbare boostertrappen beschikbaar zal hebben.

### Tweede trap (GS-2)
De aanvankelijke tweede trap zou niet herbruikbaar zijn en zou aanvankelijk worden aangedreven door een BE-4U ("U" staat voor upperstage-uitvoering). In maart 2018 vertelde een Blue Origin-medewerker dat het ontwerp voor de tweede trap is aangepast en gebruik maakt van twee BE-3U's als hoofdmotoren. Het gebruiken van de BE-3 die zich al bewezen heeft als hoofdmotor van de New Shepard zou sneller te realiseren zijn. Gevolg hiervan is dat het formaat van de tweede trap werd verlengd om er de juiste hoeveelheid vloeibaar waterstof, dat een lagere dichtheid heeft dan vloeibaar methaan, in kwijt te kunnen.

#### Jarvis upper stage
In juli 2021 bleek Blue Origin in het geheim aan een herbruikbare tweede trap te werken. CEO Jeff Bezos had hiervoor een nieuwe unit opgericht die met de methode “snel prototypes bouwen, snel testen, snel falen, snel verbeteren” (ook wel bekend als voorwaarts falen of fast iteration) werkte. Een methode met minder papierwerk waarmee concurrent SpaceX zeer snelle progressie boekt met hun Starship. Hiermee breekt hij met de trage veel bekritiseerde ontwikkelingsmethode die Blue Origin eerder voerde. De Jarvis zou midden jaren 2020 gereed moeten komen.
Voor de terugkeer in de atmosfeer en landing werden drie technieken bestudeerd. De eerste is het gebruik van vleugels voor een horizontale landing op een landingsbaan. De tweede mogelijkheid is besturing met flappen zoals bij Starship. En de derde mogelijkheid is het gebruiken van een semi-aerospike-raketmotor die eveneens als hitteschild werkt (vergelijkbaar met de tweede trap die Stoke Space ontwikkelt).
Over de twee upperstages zei Bezos dat hij beide ontwikkelingsteams met elkaar laat concurreren. Zo is het doel voor de niet herbruikbare tweede trap dat deze zo goedkoop en gemakkelijk te produceren moet worden dat deze herbruikbaarheid overbodig maakt. De herbruikbare uitvoering moet op zijn beurt dan weer zo duurzaam en gemakkelijk te hergebruiken worden dat deze de niet herbruikbare versie op den duur uit de markt kan prijzen.

#### BE-3U
De BE-3U is een voor vacuüm aangepaste uitvoering van de BE-3PM die brandt op vloeibare waterstof en vloeibare zuurstof en de New Shepard voortstuwt. De BE-3U stond ook in de belangstelling bij Orbital ATK voor de voortstuwing van de bovenste trap van hun OmegA. 
Begin 2016 kreeg Orbital ATK een subsidie van het Amerikaanse ministerie van defensie om een effectievere verlengde straalpijp voor de BE-3U te ontwikkelen. Orbital ATK besloot echter in 2018 voor de RL10C-1-5 van Aerojet Rocketdyne te kiezen. 
De BE-3U was ook kandidaat voor de ACES-upperstage van ULA’s Vulcan maar ook voor die raket moest deze het afleggen tegen een variant van de RL10. De uitontwikkeling van zowel OmegA als ACES werden later geannuleerd.
De BE-3U zal een stuwkracht van 710 kilonewton hebben.

### Optionele derde trap
Een optionele derde trap kan als earth departure stage worden ingezet voor extra snelheid. Deze zou een BE-3U als hoofdmotor hebben. Het is niet duidelijk op welke termijn deze beschikbaar komt en of het ontwerp van de derde trap ondertussen is aangepast.

### Neuskegel
In eerste instantie was Blue Origin van plan de payload fairing (de beplating die aerodynamische neuskegel vormt en de vracht tijdens de eerste minuten van een lancering tegen winddruk beschermt) met een diameter van 5,4 meter op de New Glenn te plaatsten. Dit is een gebruikelijk formaat dat ook concurrenten United Launch Alliance en Arianespace op hun raketten gebruiken. Uit feedback van potentiële klanten bleek dat een diameter van 7 meter gewenst was. Dat zou extra ruimte voor satellieten opleveren. Hierop besloot Blue Origin de 5,4 meter payload fairing al voor de introductie te vervangen door een 7 meter fairing.
Vanaf de zesde vlucht zal de New Glenn geschikt zijn om met twee satellieten aan boord te lanceren. Er zal daarvoor een constructie worden gebruikt die is te vergelijken met de SYLDA van de Ariane 5.
In december 2022 werden op het Kennedy Space Center tests met het uit het water hijsen van neuskegel helften van de New Glenn waargenomen door ruimtevaartjournalisten. Men gaat er daarom vanuit dat Blue Origin op soortgelijke wijze als SpaceX van plan is de neuskegel herbruikbaar te maken. In januari 2023 werd ook met een halve neuskegel hangend onder een helikopter rond gevlogen. Het bouwen van een halve neuskegel kost al gauw enkele miljoenen dollars.

### Blue Ring
Blue Ring is en eind 2023 aangekondigde satellietbus/kick-stage die is bedoeld om satellieten met precisie naar hun gewenste baan te kunnen vervoeren en ondersteuningstaken uit te voeren. Blue Ring biedt onder meer, voortstuwing en positionering, elektriciteit middels zonnepanelen en communicatie. Ook bijtanken in de ruimte voor een langere levensduur zou tot de mogelijkheden behoren. Het was de bedoeling Blue Ring op de tweede New Glenn-vlucht te lanceren, maar doordat de ESCAPADE-missie werd uitgesteld is de Blue Ring-testvlucht naar de eerste vlucht verhuisd. De Blue Ring is ontworpen om met iedere raket die een vrachtkegel met een diameter van ten minste 5 meter heeft te kunnen worden gelanceerd.

### Ontwikkelingskosten
Het grootste deel van de ontwikkelingskosten wordt betaald uit het eigen vermogen van Blue Origin CEO Jeff Bezos die anno 2018 de rijkste man op aarde wordt geacht. Hij legde het voorlopige buisinessmodel van Blue Origin: aandelen Amazon.com verkopen en in Blue Origin investeren.
In 2016 ontwikkelde Orbital ATK met geld van het Pentagon een verlengde straalpijp voor de BE-3U-motor. Ook investeerde het Pentagon en United Launch Alliance in de BE-4.
Op 10 oktober 2018 kreeg Blue Origin nog eens 500 miljoen dollar aan Pentagon-subsidies toegewezen voor de ontwikkeling van de New Glenn als onderdeel van de Launch Services Agreements van de USAF. De USAF (later Space Force) zag de New Glenn als een van de EELV-vervangingsraketten die de Delta IV en de Atlas V moeten vervangen. De subsidie werd verspreid over meerdere fases van de ontwikkeling uitbetaald zolang aan afspraken wordt voldaan en het ontwikkelingscontract gold.

## Fabriek, lanceerplaats en landingsschip
De New Glenn wordt in Blue Origins nieuwe fabriek op het Kennedy Space Center gebouwd en onderhouden. In 2016 begon de bouw van deze fabriek en eind 2017 werd deze in gebruik genomen. Lanceringen zullen plaatsvinden vanaf Space Florida's Lanceercomplex 36 (LC-36) op het Cape Canaveral Air Force Station. Dit Lanceercomplex was tot 2005 in gebruik voor raketten van het type Atlas-Centaur. De huur van een deel van deze locaties werd in september 2015 door Bezos bekendgemaakt waarbij ook een eerste concept-illustratie van de New Glenn werd getoond. Later werd ook de rest van LC-36 aan Blue Origin verhuurd. Dit deel was in 2015 nog tijdelijk in gebruik als testterein voor Moon Express. Moon Express verplaatste zijn activiteiten echter naar de eveneens braakliggende lanceercomplexen SLC-17 en LC-18.
Ook zal Blue Origin op het voormalige SM-65 Atlas (ICBM) Lanceercomplex 11 (vlak bij LC-36) een test-stand te bouwen. Door productie-, test- en lanceerfaciliteiten dicht bij elkaar te hebben denkt Jeff Bezos tijd, mankracht, middelen en geld te besparen. De BE-4-motoren worden in een nieuw gebouwde fabriek in Huntsville vervaardigd.
In 2022 schakelde Blue Origin in de faciliteiten rond Cape Canaveral over van de research & development fase naar de productiefase. In 2024 zei Bezos tegen YouTuber Tim Dodd dat er te zijner tijd een tweede lanceercomplex nodig zal zijn voor New Glenn. Enerzijds als back-up voor als er schade aan een platform is, en anderzijds om een hoge lanceerfrequentie te kunnen bereiken.
Blue Origin hoopte Vandenberg lanceercomplex SLC-6 te mogen huren, maar verloor de aanbesteding van SpaceX.
Sinds 2023 huurt Blue Origin een stuk land op Vandenberg Space Force Base ten noorden SLC-3. Hier is het bedrijf voornemens lanceercomplex SLC-9 te bouwen.

### Zeevloot
In 2018 kocht Blue Origin een schip dat eerder onder de naam de Stena Freighter voer. Het zal worden verbouwd tot landingsschip voor New Glenn-boosters. In december 2020 werd het schip Jacklyn gedoopt; een vernoeming naar Bezos' moeder. In juni 2022 werd bekend dat Blue Origin niet langer van plan is dit schip tot landingsschip te verbouwen; het zou te duur zijn. Omdat er al flink wat modificaties aan het schip waren uitgevoerd was het niet meer bruikbaar. Op 14 augustus 2022 vertrok de Jacklyn naar de haven van Brownsville waar het wordt gesloopt. Op 19 augustus kwam het schip daar aan. Blue ontwikkeld een goedkoper systeem voor boosterlandingen.
In juni 2024 werd duidelijk dat Blue Origin een droneschip, op dat moment genaamd Landing platform Vessel 1 had laten bouwen in de haven van Brest en in Port Canaveral een sleepboot genaamd Harvey Stone had aangepast voor ondersteunende operaties. Op 26 juni vertrok de Harvey Stone naar Brest. Op 2 september 2024 bleek het droneschip net als het eerder ongeschikt bevonden en gesloopte landingsschip Jacklyn te zijn gedoopt. Op 3 september arriveerde het platform in Port Canaveral.

## New Glenn Pathfinder
Op 27 november 2023 werd een tanksectie van de eerste trap de fabriek op het Kennedy Space Center uitgereden. In de weken daarvoor waren op lanceercomplex SLC-36 als testwerkzaamheden geweest waarin journalisten een indicatie voor de voorbereiding van grondtests zagen. Op 18 december 23 werd ook de tank sectie van de tweede trap waargenomen. Uit de vele stickers met de tekst Not for flight op onderdelen van de raket kan worden opgemaakt dat het om zogenasmde pathfinder-hardware gaat. Dat wil zeggen dat het bedoeld is om te testen of alles van de raket en de lanceerinstallatie op elkaar past. De pathfinder is geschikt om te kunnen tanken en de tanksectie van de eerste trap zal later voor een echte raket worden gebruikt. De tweede trap en neuskegel zijn daarvoor niet geschikt.
Ondertussen debuteerde op 8 januari 2024 de Vulcan met een perfecte vlucht. Dit was ook voor de New Glenn een belangrijke mijlpaal omdat Vulcan net als New Glenn de BE-4 als hoofdmotoren gebruikt. 
Op 10 januari werd de eerste trap naar lanceercomplex 36 verreden.
Op 22 januari waren de eerste en tweede trap voor het eerst aan elkaar gekoppeld. Dat gebeurde in de integratiehangar van SLC-36. Op 13 februari werd de eerste trap van de New Glenn voor het eerst overeind gezet op het lanceerplatform van SLC-36. Op 21 februari werd de New Glenn Pathfinder weer naar het lanceerplatform gereden; deze maal met tweede trap en neuskegel. Nog die avond werd hij overeind gezet. In de loop van 2024 zouden diverse tests met deze pathfinder worden uitgevoerd waaronder het vol tanken van de eerste trap.

## Eerste vlucht
Op 10 februari 2023 sleepte Blue Origin hun eerste NASA-contract voor de New Glenn in de wacht. Het bedrijf zou in oktober 2024 de twee EscaPADE-satellieten naar Mars lanceren. Opvallend: deze satellieten wegen slechts 120 kilogram per stuk wat erg weinig is voor een heavyliftraket als de New Glenn. In september 2024 besloot NASA de missie naar het voorjaar van 2025 door te schuiven. Dat betekend dat ESCAPADE niet op New Glenns debuutvlucht zal worden gelanceerd. Blue Origin gaf aan nu een techniekdemonstrator voor de Blue Ring-kickstage als vracht gebruiken voor de eerste testvlucht. Dit prototype bevatte alle electronica van de Blue Ring maar geen motoren. Het apparaat zou dan ook niet worden afgekoppeld. Deze Blue Ring Pathfinder-missie stond eerder voor de tweede vlucht gepland. De eerste vlucht werd om die reden van oktober naar november 2024 verschoven.
Op 23 september 2024 werd op lanceercomplex 36 met de tweede trap die voor de eerste vlucht is gereserveerd een statische starttest uitgevoerd. Dit gebeurde in een daarvoor bedoelde installatie die op het lanceerplatform wordt geplaatst.
Op 24 oktober meldde Blue Origin dat de hoofdmotoren op de eerste trap waren geïnstalleerd. In de vroege ochtend van 30 oktober werd de eerste trap van de fabriek naar de hangar op het lanceercomplex overgebracht. Op 12 november waren de beide trappen aan elkaar gekoppeld. Op 20 november 2024 werd de volledig geïntegreerde raket naar het lanceerplatform gereden voor de eerste statische starttest. De volgende dag werd deze overeind gezet. Gedurende de maand december werd de raket volop getest met als doel een statische start van de eerste trap te bereiken. Die statische start werd in de avond van 27 december 2024 uitgevoerd. Gedurende 24 seconden vuurden de zeven BE-4’s De raket werd hiermee de krachtigste die ooit zijn motoren startte op het Cape Canaveral Space Force Station. Een paar uur daarvoor ontving Blue Origin voor New Glenn een part 450 lanceerlicentie van de FAA met een geldigheid voor vijf jaar. Een eerste lanceerpoging werd vervolgens ingepland voor 6 januari 2025 maar verschoof naar 10 januari. Het weer in de landingszone bleek vervolgens ongunstig en de lancering werd daarom nog verder uitgesteld naar 13 januari. Het lanceervenster opent om 06:00 UTC. 
Op 2 januari verliet landingsschip Jacklyn Port Canaveral om naar de landingszone te varen. In de tussentijd werd in de hangar van LC-36 de lege vrachtkegel die tijdens de grondtesten werd gebruikt, vervangen door de vrachtkegel met de Blue Ring-Pathfinder erin. In de nacht van 8 op 9 januari werd de raket van de hangar naar het lanceerplatform gereden. In de avond van 9 januari werd deze overeind gezet.
De eerste lanceerpoging op 13 januari werd, nadat het tijdstip van lancering enkele malen met 20 minuten was uitgesteld, afgebroken wegens "een klein probleem in de raket". In de loop van 13 december waren er waarnemingen die erop wezen dat Blue Origin van plan was de raket die avond weer vol te tanken. Aan het begin van de avond bevestigde Blue dat ze die nacht weer een lanceerpoging zouden ondernemen. De kans op ongunstig lanceerweer werd relatief groot geacht; een paar uur later werd de vlucht dan ook met nog eens 48 uur naar 16 januari uitgesteld.
Op 16 januari 2024 om 07:03 UTC steeg de raket op. De booster deed zijn werk waarop de tweede trap zich ontkoppelde en verder doorversnelde. Na ruim 12 minuten werd de orbitale snelheid bereikt en even later werden de motoren uitgeschakeld. De boosterlanding was niet gelukt. Kort na het herstarten van de booster voor de terugkeer in de atmosfeer ging de telemetrie verloren. Na bijna een uur werd de tweede trap herstart. Na 1:50 uur werd gemeld dat de tweede trap met de Blue Ring-pathfinder zijn beoogde baan had bereikt.
Op 31 maart 2025 meldde Blue Origin dat ze het definitieve onderzoeksrapport naar het falen van de boosterlanding bij de FAA hadden ingediend. Het mislukken van de boosterlanding zou zijn gekomen doordat de drie motoren niet op de beoogde manier herstartten. Het bedrijf voerde zeven correctieve aanpassingen door met betrekking tot stuwstof management. Een tweede lancering met een nieuwe landingspoging zou in de toenmalige planning aan het einde van het voorjaar kunnen plaatsvinden. Halverwege augustus werd het onderzoek door de FAA goedgekeurd waarop NASA en Blue Origin bekend maakten dat 29 september de doeldatum voor de lancering van EscaPADE werd.

## Klanten
Blue Origin maakte op 7 maart 2017 bekend inmiddels een eerste klant voor de New Glenn in Eutelsat te hebben gevonden. Een dag later maakten ze bekend nog eens vijf lanceringen in opdracht van OneWeb te hebben binnengesleept. Een jaar later werden ook Sky Perfect JSAT en Mu Space als klanten toegevoegd. En in 2019 bestelde Telesat een serie lanceringen.
Bezos heeft aangegeven de New Glenn ook voor het NSSL-programma gecertificeerd te willen krijgen om zodoende ook naar de lucratieve lanceringen van het Pentagon te kunnen meedingen. Het NSSL-2 contract ging op 7 augustus 2020 aan Blue Origin voorbij, maar het bedrijf heeft zijn zinnen verzet naar de aanbesteding voor NSSL-3. Op 13 juni 2024 was Blue Origin een van de drie bedrijven die werd gecontracteerd voor zogeheten Lane-1 lanceringen onder NSSL-3. Blue is anno januari 2025 ook in de running voor de duurdere dan wel belangrijkere Lane-2 contracten.

## Trivia
- Volgens Jeff Bezos is het landen van een New Glenn-booster veel makkelijker dan het landen van de veel kleinere New Shepard. Hij vergeleek het meermaals met het verticaal balanceren van een potlood en een bezemsteel op een open hand. Door het hoger liggende zwaartepunt en grotere massa en daarmee grotere traagheid is het veel makkelijker het grotere voorwerp verticaal te houden.